# Aprendizagem baseada em problemas
A metodologia PBL (Problem-Based Learning ou Project-Based Learning), em português Aprendizagem baseada em Problemas (ou Projetos) - ABP, é uma abordagem ou um método de ensino-aprendizagem centrado no uso de problemas concretos para estimular o desenvolvimento do pensamento crítico e habilidades de solução em determinada área do conhecimento. É caracterizada por estimular a interação, a pró-atividade e o desenvolvimento em um grupo acadêmico por meio de discussões profun

## Definição
A resolução de um problema deve ser encontrada em um padrão de informações compostas previamente, para “facilitar” a aprendizagem a cada problema exposto.
A limitação da proposta tradicional, aliada às inovações crescentes, impulsionaram a comunidade científica a pesquisar alternativas de novos processos do ensino/aprendizagem capazes de formar os futuros engenheiros com visão holística, integrando a ciência com a prática através do aprendizado ativo e baseado em competências. Um novo modelo de aprender a aprender, na área de educação, ganhou força com o surgimento do computador; e posteriormente a Internet, fortalecendo o processo de ensino/aprendizagem, favorecendo a todos de maneira igualitária, dando acesso à informação para a geração de conhecimento.
Lollini (1991) afirma que: "[...] um dos méritos do computador no campo da educação é, o de tentar resolver um dos grandes problemas da educação: como respeitar o ritmo da aprendizagem, como evitar desfasamentos entre os tempos propostos (ou impostos) pela escola e o tempo necessário ao estudante numa atividade particular em um determinado momento da vida. Assim, como em outros sectores da economia, com a evolução dos inputs tecnológicos, a utilização da Internet na educação fortaleceu e, revolucionou à formação de estudante, possibilitando o acesso ao conhecimento sem distinção de cor e raça, distante apenas por um “click”.".
Desta forma, o antigo modelo professor-estudante rompeu-se; e abriu espaço para inovações das mais variadas. Branson Pinto (2001), analisando os modelos educacionais, propôs um modelo que traça a evolução do  paradigma educacional com a utilização de  computadores na educação. O autor afirma que, no passado, a figura do professor estaria caracterizada como transmissor e único detentor do conhecimento; e ao estudante, o receptor. No presente, mesmo com a relação mais estreita estudante-professor, este continuaria a ser ainda a única fonte de conhecimento e de experiência. Atualmente, através de um modelo centrado na  tecnologia, e com a implementação de sistemas especializados, o foco vira-se para o estudante, com estes e os professores a interagirem entre si, tendo como base o conhecimento e sistemas de informação. 
Assim, várias propostas de modelos inovadores de ensino-aprendizagem surgiram; e entre elas, a metodologia intitulada Problem Based Learning (PBL) ou Aprendizagem Baseada em Problemas ou ABP, que foi bastante aceita no meio académico; e na actualidade é reconhecida como o que há de mais moderno no ensino superior, sendo um método educativo que surgiu na Universidade de Maastricht; e com maior implementação na Universidade McMaster. Estabelece uma estratégia pedagógica centrada no aluno, onde se procura que este aprenda por si próprio. 
Os docentes expõem um caso para estudo aos estudantes. De seguida, os estudantes, estabelecidos em grupos de trabalho, identificam o problema, investigam, debatem, interpretam e produzem possíveis justificações e soluções ou resoluções, ou recomendações. A ABP tem como base de inspiração "os princípios da escola activa, do método científico, de um ensino integrado e integrador dos conteúdos, dos ciclos de estudo e das diferentes áreas envolvidas, em que os alunos aprendem a aprender e se preparam para resolver problemas relativos a sua futura profissão".
Penaforte complementa essa definição, lembrando que a busca das origens filosóficas da ABP encontra suas raízes na teoria do conhecimento do filósofo americano John Dewey, que se afirma entre o último decénio do século XIX e o terceiro decénio do século XX por meio de movimentos como a Escola Nova e o movimento activista. Tal como o método de Harvard, o método ABP é um método ativo, de construção da aprendizagem, baseado no estudo de casos/problemas. Neste método, o problema é utilizado como estímulo à aquisição de conhecimento e compreensão de conceitos. Com a evolução do currículo, a resolução de problemas permite também ao aluno desenvolver maior capacidade na resolução de problemas.
O método ABP uma estratégia formativa, através da qual os alunos são confrontados com problemas contextualizados e pouco estruturados; e para os quais se empenham em encontrar soluções significativas. Sendo também um método que ocorre muitas vezes em grupos, a Aprendizagem Baseada em Problemas permite desenvolver o pensamento crítico dos alunos e construir, em conjunto, soluções mais criativas e novos caminhos, já que surgem do trabalho conjunto mais rico.
O problema é o ponto principal num processo de ABP, já que serve de estímulo para a aprendizagem. É importante que o contexto seja real de modo a que o aluno se sinta envolvido no problema e que a colocação das questões iniciais seja orientada pelo professor. Para funcionar, é ainda necessário que o aluno possa ter acesso a fontes de informação, embora estas possam não lhe ser previamente fornecidas, fomentando a pesquisa e selecção de informação. A partir daí, cabe ao aluno estruturar a sua própria aprendizagem, partilhando ideias e informação no seio de um pequeno grupo, sendo o trabalho de grupo essencial para este processo.
No final, deve haver sempre uma discussão/reflexão relativa às conclusões da investigação, culminando o processo numa apresentação oral e/ou por escrito.
Com a mesma sigla apresenta-se a Aprendizagem Baseada em Projetos (diferenciada no português em alguns casos como ABP), na qual os estudantes por meio de experiências autorais, elaboram projetos relacionados às temáticas propostas para aplicação do conhecimento. Essa abordagem apresenta experiências em diferentes áreas do conhecimento.

## Resumo histórico
A metodologia ABP surgiu entre o final da década de 60 e início da década de 70 nas Faculdades de Medicina da Universidade de McMaster, no Canadá; seguido pela Universidade de Maastricht, na Holanda. A sua propagação por outras Faculdades de Medicina foi no início lenta, mas depois propagou-se de forma exponencial a outras.
O "sucesso do método propagou-se a outras áreas do saber, sendo progressivamente adoptado em Faculdades de Arquitectura, Engenharia, Direito, Negócios".
A partir da década de 80, o cenário mundial modificou-se. Deste ponto em diante, novos modelos de gestão e processos de operações de produtos e serviços tiveram que se adequar à nova realidade. A competição torna-se global; a estabilidade e previsibilidade abrem espaço para mudanças e incertezas; colectividade sobre o individualismo; processos flexíveis e descentralizados; a motivação modelada por Dilbert é substituída pela competência e profissionalismo; e a educação deixa de ter como referência um mero diploma, para se tornar contínua, com o indivíduo como o principal responsável pela sua formação. Na actualidade, na Era da Inovação, a procura pela melhoria contínua remete a uma constante insatisfação com o presente, de maneira a desenvolver estímulos, para que as organizações e pessoas aperfeiçoem as suas habilidades e competências críticas no encontro da excelência. Especificamente na área da formação de conhecimento, o ensino tem se modificado para adequar-se a esta nova realidade, porém, em alguns domínios, este desenvolvimento caminha a passos curtos. Na formação em engenharia especificamente, a implementação de novos modelos educacionais estimulantes, participativos, que remetam os estudantes a encontrarem soluções para problemas vivenciais, relacionando teoria e prática, ainda encontra um hiato. É de salientar que ocorreram modificações, entretanto, a adequação de novas metodologias de ensino-aprendizagem ainda se defronta com o modelo tradicional de ensino.
Freire (1999) afirmava que o educador precisa saber que “ensinar não é transferir conhecimento, mas criar as possibilidades para a sua produção ou a sua construção”. Esta afirmação contrapõe-se ao tradicionalismo implementado pelas escolas de engenharia, onde o mestre, através de seus anos de experiência em áreas específicas, transmitia este saber em aulas expositivas e pouco interactivas. O processo tradicional de formação de conhecimento baseia-se apenas na orientação cognitiva, com teoria e prática repassada por um professor, este como principal agente, interagindo de maneira activa, tornando assim o estudante um agente passivo. Neste modelo, não há incentivo, nem espaço, para desenvolver o auto-aprendizado. A resolução de um problema deve ser encontrada em um padrão de informações compostas previamente para “facilitar” a aprendizagem a cada problema exposto.
A limitação da tradicional proposta, aliada às inovações crescentes, impulsionaram a comunidade científica a pesquisar alternativas de novos processos de ensino-aprendizagem, capazes de formar os futuros engenheiros com visão holística, integrando a ciência com a prática, através do aprendido de uma forma activa e baseada em competências. Este novo modelo de aprender a aprender, na área de educação, ganhou força com o aparecimento do computador e, posteriormente a Internet, fortalecendo o processo de ensino-aprendizagem, favorecendo todas as pessoas, de maneira igualitária, dando acesso a informação para a geração de conhecimento.

## As Vantagens do Método ABP
O método apresenta vantagens relevantes para a aprendizagem, das quais se destacam:
1. Provoca a motivação;
2. Promove o conhecimento de novas áreas do saber;
3. Estimula a criatividade;
4. Impulsiona o pensamento crítico;
5. Fomenta as capacidades de análise e decisão;
6. Desenvolve as capacidades e competências de trabalhar em grupo e de gestão de stress.
7. Trabalha com habilidades de ordem superior tais como: análise, julgamento, justificativa, previsão de resultados e argumentação.

## Metodologia
O desenvolvimento do método apresenta-se dividido em três etapas, sendo estas, por sua vez, divididas por vários passos:
1.	Formulação do problema
a.Reconhecer assuntos em potencial
b.Levantar conexões e definir os espaços do problema
c.Formular perguntas específicas
d.Definir e especificar o foco
2.	Resolução do problema
a.Obter referências e fontes adicionais
Apresentado o problema, o aluno precisa de encontrar informação para ultrapassar lacunas identificadas no mesmo. Uma segunda lista é desenvolvida tendo por base o seguinte título: "O que é que necessitamos saber?".
As questões apresentadas servirão de guia para a pesquisa, a qual inclui textos, internet, informação técnica, entrevistas com "experts", conjuntos de dados, entre outros. Através da internet é possível obter uma enorme quantidade  de informação. 
A obtenção de fontes assume dois de formas:
- Fontes empíricas: consiste em observações registadas, sem qualquer análise, estes dados são depois elaborados e analisados com o objectivo de se atingir conclusões;
- Fontes científicas: consiste em relatórios científicos construídos através de relações conceptuais e validados.

Projectar e conduzir investigações
Partindo da questão "Que devemos fazer?", o aluno formaliza uma série de iniciativas a serem desenvolvidas e formula e testa hipóteses e soluções possíveis. Após isto, será necessário desenvolver a pesquisa necessária de acordo com as questões formuladas para o problema em análise.
Estas pesquisas poderão ser realizadas por métodos laboratoriais ou de campo ou computadores com módulos de software de simulação, spreadsheets, gráficos, etc., que se considere relevante. Uma importante prática científica é a síntese de uma nova estrutura teórica a partir de fragmentos de informação preexistentes. Pode ser pesquisado bancos de dados, conduzir entrevistas com especialistas e recolher ideias da leitura e pesquisa bibliográfica. Esta prática permite o uso desta informação para formar um novo ponto de vista, justificável e testável. Esta poderá ser a etapa mais longa do processo, dependendo dos objectivos fixados, podendo terminar com a validação das conclusões e da metodologia.
3.Discussão do problema
A discussão do problema é uma fase essencial para completar a pesquisa. As conclusões científicas estão sujeitas a criticas abertas e debate, é um processo importante para a criação e aceitação de conhecimento novo. Desta forma é necessário sintetizar as análises e relatórios científicos de modo a persuadir os destinatários.
a.Apresentar conclusões da investigação. As conclusões e recomendações devem ser apresentadas oralmente e por escrito de uma forma clara, objectica e estruturada, sem no entanto incluir documentos e estudos de suporte. A apresentação deve ter a seguinte forma:
- Conclusões obtidas

Mostrar em que resultaram as diligências efectuadas.
- Resolução final

Apresentar a resolução definitiva do problema de uma forma concreta e concisa.
- Medidas de implementação aconselhadas

Aconselhar diferentes medidas a adoptar, devidamente explicadas e analisadas. A respectiva contribuição para a resolução deve ser devidamente enunciada.
b.Desenvolver análises ou relatórios científicos para persuadir os destinatários
Devem ser apresentadas evidências que sustentem a compreensão e abordagem da resolução do problema, apoiadas de relatórios que suportem as conclusões. Os relatórios podem ser científicos ou empíricos e devem ser apresentados por escrito. As informações recolhidas ao longo do trabalho devem ser registadas e classificadas de acordo com a sua importância para a resolução, efectuando uma análise mais aprofundada e documentos próprios dos dados com maior relevância.
O objectivo é convencer dos destinatários da credibilidade dos estudos efectuados e da validade das informações. Conduzir debates de pontos de vista ou resultados opostos. Esta fase consiste na discussão do caso. São apresentadas as conclusões do trabalho e desencadeia-se um processo de persuasão dos outros da validade das soluções. este processo pode despoletar a necessidade de novos materiais que ajudem ao esclarecimento de dúvidas. A realização destes debates pode ser levada a cabo de várias formas, desde que se provem eficientes.

## Princípios do ABP
Evidências indicam que a participação activa na aprendizagem é mais produtiva do que a transferência passiva de informações do professor ao estudante e que a aprendizagem activa incrementa a retenção e a recordação. O ABP enfatiza a aprendizagem activa centrada no estudante, na qual os estudantes são desafiados a problematizar, pesquisar, reflectir, dar significado e entender as ciências básicas, uma vez que desenvolvem abordagens para a solução de problemas específicos em um contexto relevante à futura carreira profissional. A discussão de um problema / caso, em pequenos grupos ("elaboração") promove a conexão de ideias e conceitos e favorece a cooperação em lugar de competição entre os estudantes. A exploração do conhecimento prévio dos estudantes, a formulação de questões definidas em função do que precisam conhecer e a construção activa do significado através do diálogo e reflexão promovem a retenção a longo prazo das novas informações adquiridas. A expansão exponencial do conhecimento exige que os estudantes sejam capazes de formular perguntas bem elaboradas, recuperar informações refinadas e utilizar habilidades de avaliação. O ABP fornece condições para o desenvolvimento e a prática da aprendizagem auto-dirigida . A habilidade dos graduados, através do ABP, de lidar com problemas e recuperar informações pode ser um importante indicador para a aprendizagem ao longo da vida.O ABP serve como um incentivo poderoso para a motivação intrínseca do estudante para aprender. A integração de disciplinas também permite uma ênfase em outros aspectos importantes na preparação do estudante, tais como a comunicação, o trabalho em equipa, atitudes, valores e ética profissional. O ABP implementado reflecte, em grande escala, a vontade dos docentes de mudar seu papel de "instrutor do conhecimento" para o de "facilitador da aprendizagem" e de aceitar um controle do currículo mais "articulado" do que "departamental". Os estudantes podem desempenhar um papel importante na discussão da transição de um currículo "tradicional" para um currículo do ABP, seja de forma negativa expressando o receio de uma educação inferior, ou positiva optando por uma abordagem mais auto-dirigida da aprendizagem. Recentemente, várias experiências em escolas têm demonstrado a viabilidade de mudança de um currículo tradicional para um currículo de ABP.
Em geral, são necessários de três a cinco anos para conseguir um acordo entre os docentes para planejar, desenvolver e começar a implementação do currículo de ABP. Uma desvantagem inevitável dessa abordagem é a coexistência temporária de um currículo "velho" e um currículo "novo". Os estudantes no currículo velho podem se sentir negligenciados pelos docentes que estão absorvidos com a implementação da nova proposta. Não há dúvida de que o planeamento e a implantação de uma nova escola provêm uma oportunidade excelente para implantar um currículo de ABP. Ainda que tal escolha venha eventualmente mudar para uma abordagem educacional mais tradicional, provavelmente essa transformação será mais fácil do que mudar um currículo tradicional para um de ABP.

## Sequencias do Método de ABP
O ABP normalmente segue uma sequência lógica, mais ou menos normalizada:
1. Apresentar o problema.
2. Analisar o problema com o nível de conhecimentos existente e criar possíveis hipóteses de trabalho.
3. Definir áreas em que é necessária mais informação.
4. Dividir tarefas por pequenos grupos para que a pesquisa de mais informação seja mais e melhor.
5. Discutir em grupo os resultados das pesquisas.
6. Se necessário, reiniciam-se os ciclos 3 a 5.

## Vantagens fundamentais do método
1. Potencia a motivação dos alunos na aprendizagem.
2. Possibilita o estudo de matérias relevantes.
3. Possibilita a criação de pensamento crítico e criativo nos alunos.
4. Possibilita a participação e decisão dos alunos sobre o seu processo de aprendizagem.
5. Estudo de situações reais úteis para o futuro profissional dos alunos.
6. Cria capacidade de análise, decisão, delegação e trabalho em grupo nos alunos.

## Funcionamento do ABP
A Aprendizagem Baseada em Problemas (ABP) é um método de aprendizagem em que os estudantes se deparam inicialmente com um problema, o qual é sucedido por uma investigação em um processo de aprendizagem centrada no estudante. Ambos, conteúdo e processo de aprendizagem, são enfatizados no ABP. Muitas variantes do método ABP foram desenvolvidas nos últimos 30 anos mas mesmo assim seus elementos essenciais permanecem relativamente constantes. Incontestável, em ABP, é que o problema vem primeiro sem leituras prévias, aulas expositivas, ou pesquisa, servindo como um incentivo para a necessidade de conhecer. Tipicamente, cinco a oito estudantes trabalham de forma cooperativa em um grupo (de tutória), junto com um ou mais professores facilitadores (tutores) para identificar e definir problemas decorrentes, desenvolver hipóteses para explicar o(s) problema(s), e explorar os conhecimentos preexistentes relevantes aos assuntos. Os estudantes estabelecem e exploram o que já conhecem e o que necessitam aprender de forma a progredir no entendimento do(s) problema(s). Os elementos chave do ABP são a formulação de questões que podem ser exploradas e respondidas através da investigação sistemática e auto-dirigida e o teste e a revisão das hipóteses, pela aplicação dos conhecimentos recentemente adquiridos. Essenciais ao processo são a discussão activa, a análise dos problemas, das hipóteses, dos mecanismos e dos tópicos de aprendizagem, os quais capacitam os estudantes a adquirir e aplicar conhecimentos e a colocar em prática as habilidades de comunicação individual e do grupo, críticas para o ensino/aprendizagem.
Os problemas ou casos não podem ser resolvidos facilmente à primeira vista ou somente com as informações iniciais apresentadas. O caso é construído de forma que os estudantes explorem o que já sabem e evidenciem o que não sabem ou que não têm suficiente informação para decidir entre as hipóteses que eles mesmos desenvolveram e, como consequência, torna-se imperativa a necessidade de informações adicionais.
O tutor facilita e auxilia a aprendizagem sem ser a fonte primária de informações e sem contribuir directamente para a solução do problema. O processo de tutória é facilitado quando o tutor cria um ambiente de aprendizagem favorável em que os estudantes sentem-se livres para expressar suas incertezas sobre os temas relacionados ao caso e ao processo do grupo. O tutor ouve cuidadosamente, responde, e usa as perguntas para explorar e estimular o pensamento dos estudantes. Além disso, o tutor também auxilia o grupo a fixar padrões para aprofundar e ampliar o conhecimento, desenvolver habilidades de raciocínio, melhorar as habilidades de comunicação, adoptar comportamentos e atitudes profissionais, bem como a desenvolver habilidades de auto-avaliação e de avaliação dos seus pares.
Normalmente, os estudantes são distribuídos aleatoriamente nos grupos. O tempo de existência do grupo varia de programa a programa (normalmente um semestre) e o grupo se reúne uma ou mais vezes por semana durante duas ou três horas. Um problema exige duas ou três sessões de tutória, dependendo do tempo destinado às sessões. A rapidez do processo de investigação é ditado pela quantidade de tempo disponível para o caso e da extensão e complexidade do mesmo. Uma parte chave do processo é o estudo auto-dirigido que ocorre entre as sessões.
Embora a sequência de actividades envolvidas em um grupo que já vem trabalhando em conjunto através de casos possa variar, esta tipicamente envolve certos passos previsíveis. Um grupo que se encontra pela primeira vez iniciará com a actividade de apresentação de cada um dos membros, com a criação das "regras básicas" que definem os parâmetros de trabalho do grupo e estabelecimento das expectativas individuais, do tutor e da instituição.
Uma vez que as informações relativas ao caso são divulgadas sucessivamente (em lugar de todas de uma só vez), os estudantes têm a oportunidade de reavaliar ou revalorizar suas hipóteses e/ou propor novas hipóteses à luz das novas informações, além de explorar seus conhecimentos relativos aos mecanismos relevantes que auxiliam a interpretar o problema. Dessa forma, continuamente eles estão explorando os conhecimentos dos mecanismos relevantes que ajudam a interpretar o problema. A cada etapa, ao longo do caminho, os estudantes são assistidos pelo tutor e por eles mesmos para explorar o que sabem e chegar ao limite do conhecimento, onde a curiosidade é transformada em exploração e esta em investigação - o motivo central da aprendizagem em ABP.
Importante meta do processo do tutor, é a de gerar questões que levam à aquisição de novos conhecimentos, os quais são construídos sobre e conectados com os conhecimentos já existentes. A formulação de tópicos de aprendizagem (questões de conteúdo que não podem ser respondidas com o conhecimento preexistente) funciona como forma de encerrar as discussões quando o conhecimento existente no grupo é insuficiente para solucionar as incertezas e, também como forma de direccionar o grupo e o indivíduo na investigação auto-dirigida que ocorre entre as sessões de tutória. O reconhecimento e a articulação dos conhecimentos preexistentes ajudam a promover uma ligação entre as informações recentemente adquiridas e o armazenamento e recuperação posterior das mesmas.
Os elementos chaves da ABP são: a formulação de questões que podem ser exploradas e respondidas através de uma investigação sistemática e auto-dirigida e o teste e revisão das hipóteses através da aplicação dos conhecimentos recentemente adquiridos.
Os membros do grupo discutem, debatem, comparam e contrastam o que aprenderam. Esse processo de elaboração de informações auxilia na aprendizagem e na retenção dos conhecimentos. As informações recentemente adquiridas são aplicadas ao problema, as hipóteses são reavaliadas ou modificadas, e os mecanismos associados são analisados e sintetizados. Um papel chave para o tutor durante esse intercâmbio é o de ajudar os estudantes a construírem as pontes que conectam e ampliam os conhecimentos preexistentes com os novos conhecimentos, bem como o de facilitar a aplicação dos conhecimentos para a compreensão dos mecanismos relevantes do(s) problema(s). Essa forma de trabalho, por sua vez, leva a um maior número de questões, o que torna o processo interactivo.
Depois de um período de estudo independente, os estudantes retornam ao caso, que continua a se desdobrar progressivamente. Ao longo do processo, os estudantes exploram o que sabem, o que precisam aprender e formulam tópicos de aprendizagem. No final do caso, sintetizam o que aprenderam e reflectem sobre o progresso alcançado como grupo e como indivíduos.
O ABP enfatiza a aprendizagem activa centrada no estudante, na qual os estudantes são desafiados a problematizar, pesquisar, reflectir, dar significado e entender, uma vez que desenvolvem abordagens para solucionar problemas específicos em um contexto relevante à futura carreira profissional.

## Papel do aluno no método ABP
Para o aluno obter proveito da metodologia é necessário estar atento aos seguintes passos: participação ativa no debate com os novos conhecimentos adquiridos, e também justifica-los com suas respectivas referência bibliográficas;compartilhamento dos materiais de aprendizagem investigados, bem como selecionar os mais importantes para um estudo posterior;contribuir para o desempenho positivo do grupo e finalizando a aula, construir um esquema sobre suas cunclusões e as questões fundamentais abordadas.
Assim, pode-se determinar características adaquadas na personalidade do aluno que deseja estudar pelo método ABP: independência, determinação, senso de responsabilidade, capacidade de comunicação, desinibição e capacidade de organização.

## Problema
O problema é o elemento central em um currículo PBL. Um problema é proposto para o desenvolvimento dos estudos sobre um tema específico do currículo. Este tema é parte de um módulo temático, compõe este módulo temático com outros temas afins. O objetivo de um problema é suscitar uma discussão produtiva do grupo tutorial. Ao fim desta discussão os alunos devem eleger objetivos de estudo que permitam o aprofundamento de seus conhecimentos sobre o tema gerador do problema. Um bom problema deve ter as seguintes qualidades:
1. Ser simples e objetivo, evitar pistas falsas que desviem a atenção do grupo do tema principal. Um enunciado muito complexo propõe muitas 'situações problema' em seu interior, torna difícil a visualização da questão principal proposta e gera um número muito grande de objetivos de aprendizado, desmotivando o estudo.
2. Ser motivador e despertar o interesse do aluno pela sua discussão. Um bom problema deve propor situações sobre as quais o aluno já tenha algum conhecimento prévio. Os primeiros problemas de um módulo temático devem referir-se a situações que os alunos já tenham vivenciado na prática ou em sua própria vida ou em módulos temáticos anteriores. Uma situação totalmente nova e desconhecida impede a discussão do grupo já que nenhum de seus membros poderá oferecer qualquer contribuição para seu conhecimento.

## Dimensões
No processo de aprendizagem nos adultos, há cinco dimensões a salientar que potenciam ainda mais este método:

### Auto-Conceito
O aluno adulto deve ser perspectivado na sua independência enquanto indivíduo na sociedade. Através do Método ABP há um respeito claro pela independência do auto-conceito do discente, ou seja, indivíduos que se caracterizam por possuir uma personalidade auto-dirigida, com papéis bem definidos na sociedade, como pais, trabalhadores, onde, de facto, a independência e a autogestão imperam. Como tal, importa que o contexto de ensino siga este aspecto, não o contrariando, ao permitir que seja responsável pelas aprendizagens que vai efectuar.

### Experiência
O indivíduo adulto acumula um conjunto de experiências que se podem tornar num grande e importante recurso no processo de aprendizagem, sendo algo que o Método ABP respeita integralmente. Com efeito, reconhece a experiência que foi sendo adquirida por estes indivíduos, quantitativa,anos de vida, mas também qualitativa – diversidade de papéis e de contextos de existência – na optimização dos processos de ensino-aprendizagem. A experiência dos alunos, com este método, constitui-se como fonte de recursos na formação, ou seja, matéria da própria aprendizagem, enriquecida, por exemplo, através de discussões de grupo, trabalhos de campo e a própria resolução de problemas. A partilha das experiências em grupo assume-se, por si, como fonte de aprendizagem para os restantes elementos do grupo. Por outro lado, a heterogeneidade das experiências dos adultos em contexto de ensino reforça a necessidade de planos por vezes individualizados e legitima “contratos de aprendizagem” personalizados, adaptados às características e predisposições individuais.

### Predisposição para Aprender
A predisposição para aprender de um aluno adulto fica sem dúvida orientada para o desenvolvimento de tarefas relacionadas com os seus papéis sociais. Estes papéis sociais passam por aquele desempenhado no trabalho, tal como na vida familiar e social. A disponibilidade para aprender é maior quando os adultos experimentam necessidade em saber ou de fazer algo com vista a actuar com mais eficácia e eficiência em algum aspecto das suas vidas, por exemplo, em tornarem-se mais eficientes no trabalho. Através do Método ABP tal é potenciado, pois o aluno é activo na definição do problema.

### A Orientação para a Aprendizagem
Ao longo do processo de maturação dos indivíduos, a sua perspectiva do tempo na aprendizagem altera-se, passando de uma aplicação a longo prazo do aprendido, para uma aplicação mais imediata. Também, desta forma, se altera a orientação à volta do aprendido, passando de uma perspectiva centrada nos conteúdos para outra que gira em torno da resolução de problemas, tal como é perspectivado através do Método ABP.

### Factores Motivacionais
Os adultos apesar de sensíveis a estímulos da natureza externa, como por exemplo notas obtidas, salários, recompensas materiais, são aqueles de ordem interna que o motivam de forma significativa e duradoura para a aprendizagem. Através do Método ABP, o aluno é activo da definição do problema, na sinalização dos caminhos de resolução e implementação da sua solução.

### Método ABP vs Método Harvard
Apesar de os dois métodos conterem bastantes aspectos que os aproximam, diferem pela forma como é definido o problema. Efectivamente, enquanto no método ABP, este aparece na sequência de um objectivo curricular, auxiliando um grupo para a definição dos seus objectivos de aprendizagem, podendo ocorrer simultaneamente com aulas e laboratórios, o método de Harvard “é um instrumento para o ensino/aprendizagem, em que o caso é elaborado como trabalho original inédito e apresentado na forma de texto estruturado contendo uma exposição datada, bem desenvolvida, e documentada com dados reais.
Ou seja, enquanto o método de Harvard é utilizado como o culminar de um processo, partindo de uma aprendizagem prévia (knowledge driven theory), o método ABP serve como ponto de partida para um novo processo de aprendizagem (problem solving theory).

## Exemplo de Aplicação

### Primeiro exemplo
Esta metodologia é utilizada  para intervenção em empresas reais, durante um ano lectivo. A base de intervenção é a seguinte:
1. Formação de grupos multi-disciplinares
2. Agregação de um tutor a cada grupo
3. Agregação de um patrono a cada grupo
4. Escolha das empresas nas quais se vai efectuar a intervenção
5. Inicio da intervenção
6. Apresentação A1 (Formulação do Problema)
7. Relatório A1
8. Apresentação A2 (Resolução do Problema)
9. Relatório R2
10. Apresentação A3 (Implementação das Soluções)
11. Relatório Final

### Segundo exemplo
Outro exemplo interessante de aplicação da metodologia ABP e da sua influência na análise de problemas reais com que nos deparamos no dia a dia, foi a de uma experiência de uma proposta de educação ambiental desenvolvida em escolas públicas de nível médio do Estado de São Paulo.
Com o objectivo de facilitar a aplicação da metodologia pelos professores, o Instituto BIE desenvolveu várias ferramentas (formulários), disponibilizadas no manual e na página web do Instituto. Ao todo, foram propostos oito formulários que, com excepção do primeiro, de identificação, estavam associados aos princípios de projecto acima mencionados. O emprego dos formulários contribui para a organização dos procedimentos didácticos e sua associação ao desenvolvimento de competências, competências, e aos conhecimentos trabalhados.
Um aspecto importante do método do BIE (2003) foi a elaboração de uma Questão Norteadora para o projecto. Esta deveria contemplar um problema autêntico, contendo um foco central para a investigação do aluno. O enunciado da questão abrangia o conteúdo a ser estudado, bem como os resultados esperados do projecto e devia servir de guia para a sua execução.
Partindo dessa orientação, cada escola participante elaborou as suas propostas de projectos, formulando as respectivas questões norteadoras, como por exemplo:
- O que fazer com a quantidade de lixo urbano produzido pela sociedade actual?
- Como é que a água das chuvas afecta as áreas desmatadas?
- Que valorização se dá nas obras literárias em relação aos recursos renováveis?
- Estamos conscientes da relação de interdependência que existe entre todos os seres vivos do planeta?

É interessante observar que a formulação da questão norteadora pode auxiliar no processo de contextualização de temas de interesse global como a água, o solo e as diferentes formas de poluição.

## Avaliação e resultados do ABP
Quando comparado os exames padronizados das ciências básicas, com o resultado obtido em estudantes do método ABP, não existe uma diferença significativa no desempenho acadêmico com base no processo pedagógico. Os graus decorrentes de exames objectivos nas ciências básicas não são significativamente diferentes como uma função dos métodos de ensino/aprendizagem. Há evidência de que a capacidade de relembrar a longo prazo é melhor nos estudantes que passam por um currículo de ABP. O tempo de escolarização (a taxa de evasão; progresso irregular) para os estudantes de ABP é melhor ou igual ao de estudantes em um currículo tradicional.
Em geral, os estudantes provenientes do ABP parecem ter habilidades superiores e melhor desempenho no ambiente que se encontra inserido, quando comparados aos estudantes provenientes dos programas tradicionais. Os estudantes do ABP podem apresentar pontuações mais altas nos testes de atitudes, de habilidades e de conhecimento humanístico. 
Os resultados do desempenho em testes de conhecimentos são semelhantes ou ligeiramente mais altos para estudantes nos currículos de ABP quando comparados com aqueles em currículos mais tradicionais. Isto pode ser suportado pelo facto dos estudantes que tiveram um método de estudo ABP, apresentam uma melhor capacidade de relembrar a longo prazo.
Existem relatórios que descrevem as diferenças em como os estudantes estudam e como enfrentam sua aprendizagem tendo por base um currículo de ABP ou um currículo tradicional. Frequentemente os estudantes que utilizam a estratégia de aprendizagem baseada no método ABP, indicam que estudam para entender e encontrar significado no que estão estudando, enquanto que os estudantes em currículos mais tradicionais frequentemente indicam que estudam mais em um processo de aprendizagem por repetição e memorização. Os estudantes de ABP utilizam a biblioteca com mais frequência, utilizam uma variedade maior de recursos de aprendizagem, e escolhem esses recursos de forma auto-dirigida e não como tarefa definida pelos professores.
Os estudantes nos curso de ABP relatam sentirem-se mais satisfeitos, menos estressados, e com atitude mais positiva em relação ao ambiente de aprendizagem quando comparados a estudantes dos cursos tradicionais. São também inclinados a descreverem seus primeiros anos na escola médica como desafiadores, envolventes e difíceis enquanto os estudantes dos programas tradicionais descrevem suas experiências como sendo irrelevantes, passivas, e maçante.

## Autores
- RODRIGUES MLV & FIGUEIREDO JFC. Aprendizado centrado em problemas. Medicina, Ribeirão Preto, 29: 396-402, out./dez. 1996.
- BERBEL, N. N.: “Problematization” and Problem-Based Learning: different words or different ways? Interface — Comunicação, Saúde, Educação, v.2, n.2, 1998.
- The PBL learning process - www.pbli.org